# Knochennadel

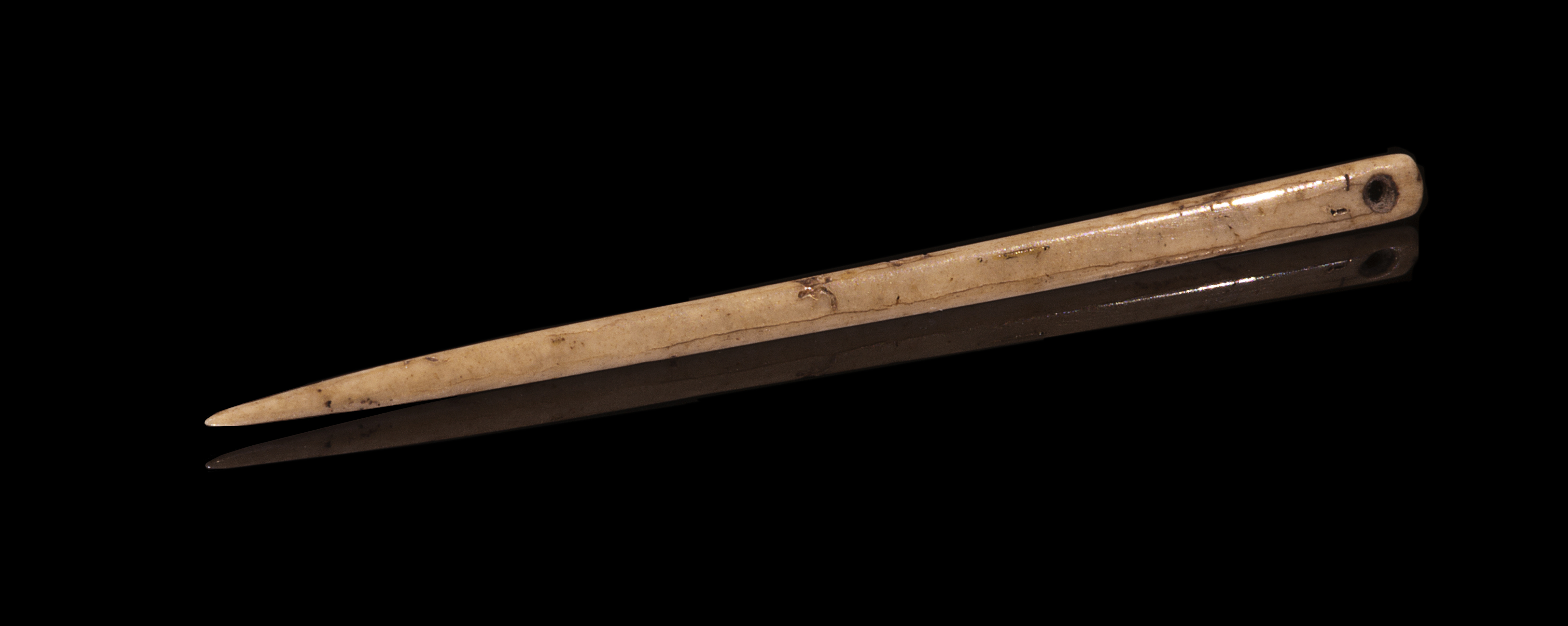
Knochennadel aus dem Jungpaläolithikum Frankreich

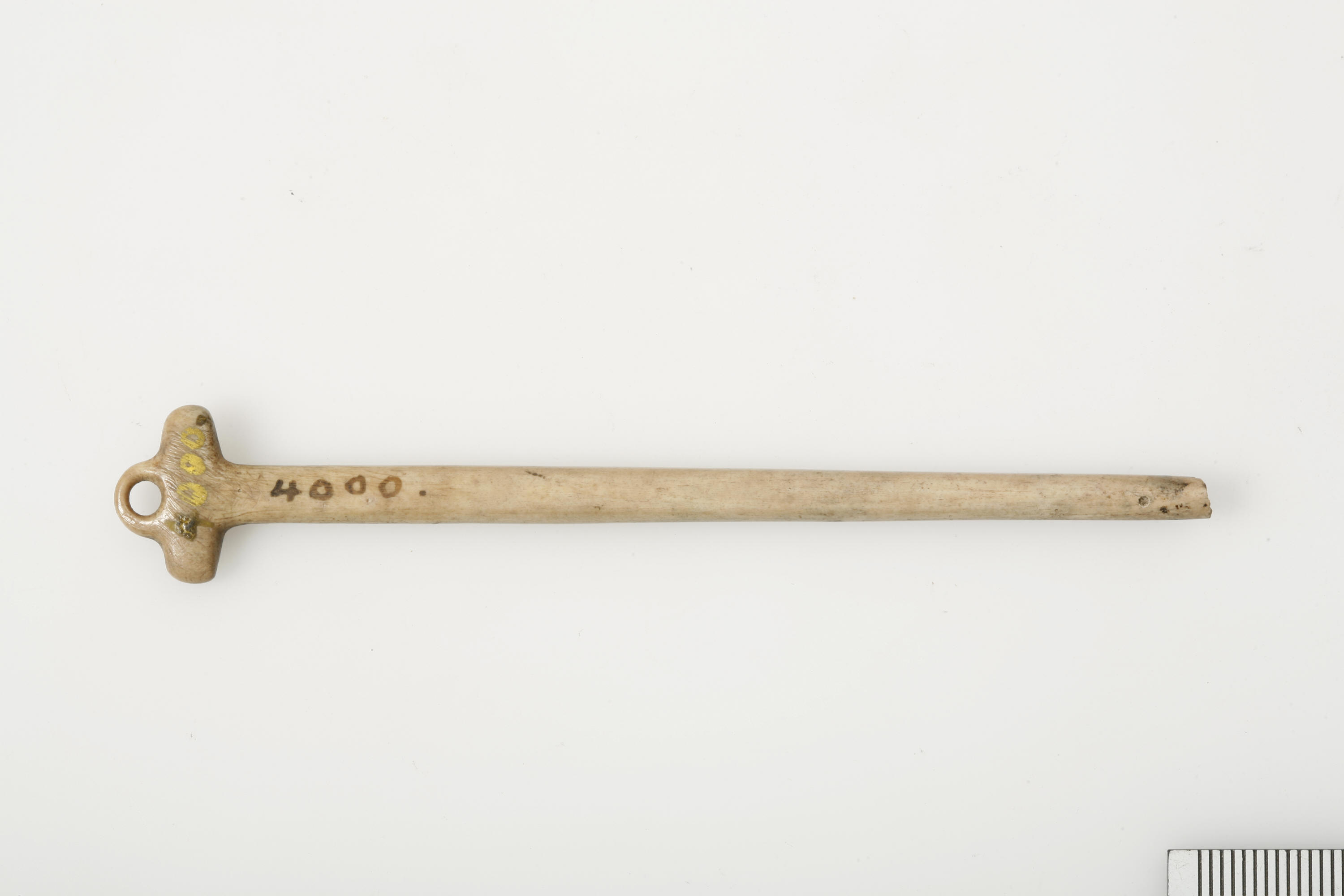
Knochennadel Museum Odense

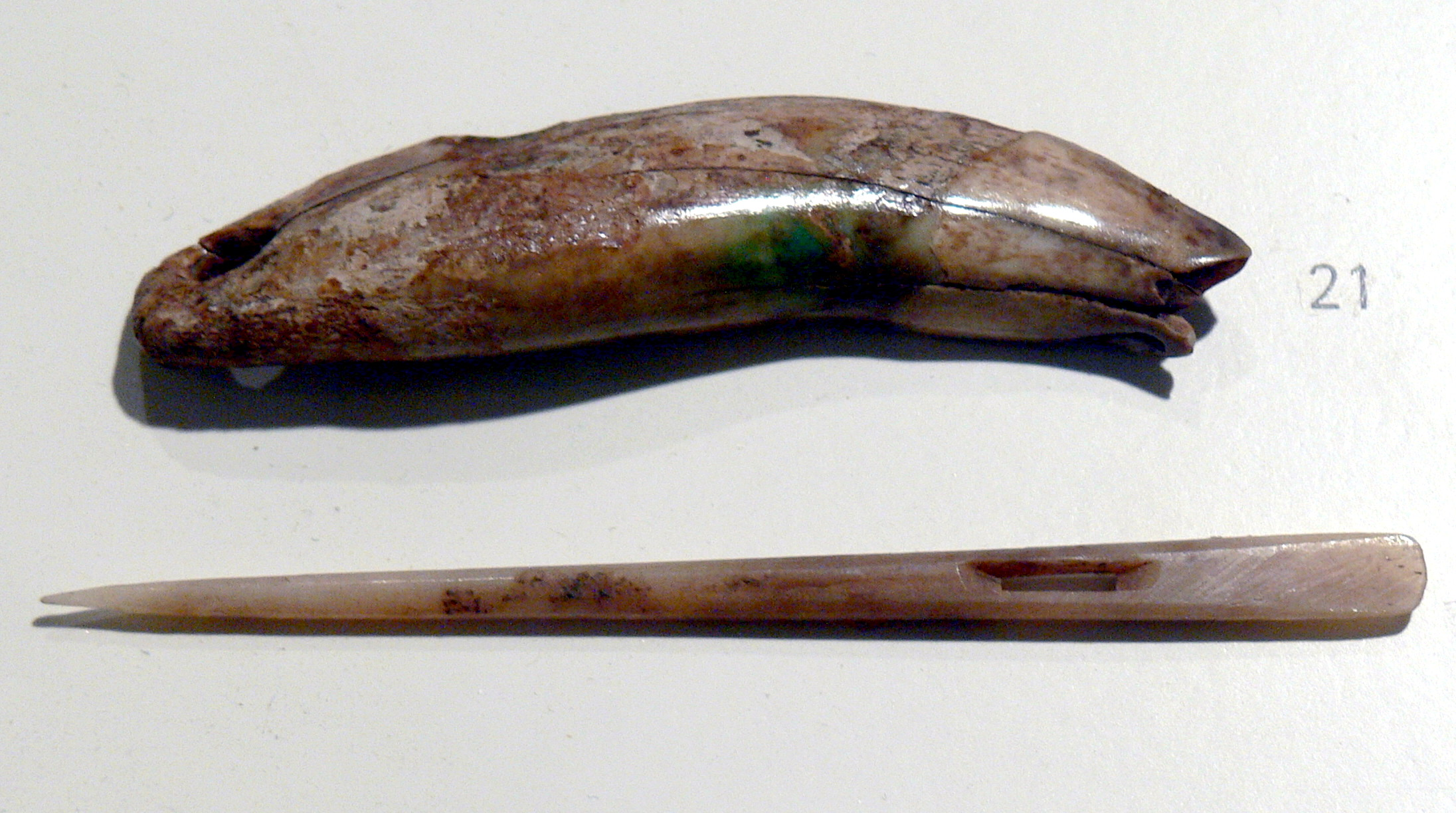
Knochennadel aus der Merowingerzeit

Erste Knochennadeln stammen aus dem frühen europäischen Jungpaläolithikum, (Aurignacien (40.000 bis 31.000) und Gravettien) besitzen allerdings noch kein Nadelöhr. Die dekorierte Knochennadel vom Abri Lartet wird auf etwa 32.000 v. Chr. datiert. Prähistorische Nadeln wurden aus Elfenbein, Geweih oder Knochen hergestellt. Für hölzerne Nadeln fehlen die Belege. Nadeln aus dem Magdalénien treten zwischen Frankreich und Sibirien auf. Die ältesten Nadeln hatten ein gespaltenes Ende für den „Faden“, der ein Tierdarm oder eine Sehne war. In den Spalt wurde der Faden eingeklemmt. Ab dem Solutréen (22.000 bis 18.000 v. Chr.) besitzen Nadeln ein Öhr und werden als Nähnadeln bezeichnet.
Prähistorische Knochennadeln wurden bevorzugt aus den Mittelfußknochen des Rentiers und den Unterschenkelknochen des Hasen hergestellt, da diese stabil und elastisch sind. Im Magdalénien ist der Schneehase ein häufiger Knochenlieferant. Die gespaltenen Knochen dienten als Rohmaterial für Späne, aus denen die Nadeln geschnitzt wurden. Ob sie geschliffen wurden, ist fraglich, die Polituren an den Fundstücken (z. B. Buhl Woman, Cairnpapple Hill, Dolmen auf dem Dösabacken,  Rothesteinhöhle, Steinkirche Scharzfeld) können Gebrauchsspuren sein. Aus dem Hohler Fels stammt ein Schleifstein, der der Größe nach dazu gedient haben könnte. Das Öhr kann durch beidseitiges Bohren, Einschneiden oder eine Kombination beider Techniken entstehen.
Die Knochennadeln des Magdalénien sind zwischen 30 und 100 mm lang. Da sie brachen und nachgearbeitet wurden, sind die Längenunterschiede wohl primär auf die Nutzungsdauer zurückzuführen.
Sowohl die Knochennadeln von Herxheim als auch die Knochennadel vom Abri Lartet legen nahe, dass Knochennadeln nicht nur als Werkzeuge, sondern auch als Schmuck verwendet wurden. Sie haben möglicherweise als Gewandschließen oder Haarnadeln fungiert.
Knochennadeln wurden in Europa mindestens bis ins Mittelalter verwendet, in außereuropäischen Kulturen bis ins 19. und 20. Jahrhundert.